# 2000年夏季残疾人奥林匹克运动会以色列代表团
2000年夏季残疾人奥林匹克运动会以色列代表团是以色列派出的2000年夏季残疾人奥林匹克运动会代表团。获得3枚金牌、2枚银牌和1枚铜牌。